# Ciganska Madona
Ciganska Madona je Tizianova tabla Marije z otrokom v olju iz let okoli 1510–11, ki je zdaj v Umetnostnozgodovinskem muzeju na Dunaju. To je slika, narejena za ogled doma in ne v cerkvi.
Podobna je kompozicijam nekdanjega Tizianovega mojstra Giovannija Bellinija, še posebej, če jo obrnemo, eni iz leta 1509 na Inštitutu za umetnost v Detroitu, in je bila obravnavana kot izziv veliko starejšemu mojstru, saj je prevzela njegovo značilno kompozicijsko formulo. Slog je v veliki meri zaslužen za Giorgioneja in so mu jo pogosto pripisovali v začetku 20. stoletja. To še posebej velja za »harmonično polnost in počasno gravitacijo oblike« figure Device, ki uporablja vrsto figure, ki je Tizian ni ponovil v poznejših Madonah. Pokrajina je praktično identična skrajno levemu delu ozadja Speče Venere, za katero se po tradiciji domneva, da jo je začel slikati Giorgione, toda krajino je po njegovi smrti leta 1510 naredil Tizian.
Desno ozadje zavzema častna tkanina, naslikana s skrbno pozornostjo na gube (pogosto so bile shranjene zložene). Te so bile obešene za prestoli, kot na mnogih slikah ustoličenih Madon in tukaj namiguje, da je nezaseden prestol izven vidnega polja na desni. Bellini v Detroitu uporablja isto napravo. Kompozicija je torej vmesna stopnja med starejšimi bolj formalnimi ustoličenimi Madonami in novejšimi kompozicijami z Devico z detetom, prikazanimi neformalno v krajinskem okolju. Bellinijeve Madone in njegovi privrženci so nekaj časa prikazovale majhne utrinke pokrajine ob straneh slike, običajno odrezane s parapetom nižje navzdol in tukajšnja formula, ki uporablja vodoravni »pokrajinski« format, to razvija.

## Cenjenje
Ciganska Madona je ime za sliko iz 19. stoletja zaradi Devičine domnevne »temne polti ter njenih temnih las in oči«. Zdi se mlada celo po merilih Madone, roke otroka pa so nenavadno zarobljene, oziroma z materinimi prsti in njeno obleko (to je razlika od Bellinijev).
Po S. J. Freedbergu,
učinek čutnega obstoja, ki ga Tizian naredi s svojim upravljanjem optične naprave, je izjemne virtuoznosti. Nobena slika pred tem ne doseže primerljivega občutka prisotnosti, ki otipljivo obstaja v atmosferi in odbija barvno svetlobo, a jo tudi absorbira do točke nasičenosti, tako da vsaka pora mesa ali draperije naredi teksturo.
Kljub dolgovom do Bellinija in Giorgioneja slika prikazuje Tiziana, ki je bil takrat okoli enaindvajset let, kako razvija svoj neodvisen značaj in slog.

## Tehnika
Tehnični pregledi kažejo, da je bil prvotno še bližje Belliniju v Detroitu in da je bilo med slikanjem narejenih veliko sprememb. Za razliko od Bellinijevega običajnega previdnega risanja, je Tizian »kot svoje vodilo uporabil le povzete poteze, narejene s precej širokim čopičem s tankim praznim senčenjem«. Med številnimi drugimi spremembami je otrokova glava prvotno gledala v gledalca.

## Izvor
Tako kot več drugih pomembnih zgodnjih beneških slik na Dunaju je bilo delo (zelo verjetno) v beneški zbirki Bartolomea della Nave in leta 1636 prodano v Benetkah vojvodi Hamiltonu, ki ga je prinesel v London. Leta 1659, po Hamiltonovi usmrtitvi, jo je v Bruslju pridobil avstrijski nadvojvoda Leopold Wilhelm, čigar zbirka je kmalu prešla v cesarsko zbirko na Dunaju.